# Agrippina Jakowlewna Waganowa

Agrippina Jakowlewna Waganowa, um 1910

Agrippina Jakowlewna Waganowa (russisch Агриппи́на Я́ковлевна Вага́нова, wiss. Transliteration Agrippina Jakovlevna Vaganova; * 14. Junijul. / 26. Juni 1879greg. in Sankt Petersburg; † 5. November 1951 in Leningrad) war eine russische Balletttänzerin und Ballettpädagogin sowie die Begründerin der Waganowa-Methode, die bis heute weltweit Grundlage für die Ausbildung von Tänzerinnen und Tänzern im klassischen Ballett ist.

## Biographie
Waganowa begann 1889 mit ihrer Ballettausbildung an der kaiserlichen Ballettakademie in Sankt Petersburg, zu ihren Lehrern gehörte Jekaterina Wasem. 1915 wurde sie Ballerina am Mariinski-Theater. 1921 zog sie sich aus der Karriere als Bühnentänzerin zurück und widmete sich ab dieser Zeit der Arbeit als Ballettpädagogin, für die sie in den folgenden Jahren im Ballettbereich Weltruhm erlangte. Eine ihrer Schülerinnen war die Ballerina Galina Ulanowa.
Von 1934 bis 1941 leitete Waganowa die führende Sankt Petersburger Ballettschule (angeschlossen an das Kirow-Ballett), die 1956 nach ihr benannt wurde, ebenso wie ein international renommierter Ballettwettbewerb in der Stadt. Als Ballettpädagogin entwarf sie das nach ihr benannte Unterrichtssystem, das noch heute weltweit eine der theoretischen Grundlagen für den Ballettunterricht von Kindesbeinen an ist.

## Werke
- mit Michael Schulze (Illustrationen): Grundlagen des Klassischen Tanzes (Originaltitel: Osnovy klassičeskogo tanca, übersetzt von Jochen Scheibe). 2. Auflage. Henschel, Berlin 2009 (deutsche Erstausgabe 1954), ISBN 978-3-89487-418-6.